# Maculonaclia muscellula
Maculonaclia muscellula là một loài bướm đêm thuộc phân họ Arctiinae, họ Erebidae.